# Miturga annulipes
Miturga annulipes là một loài nhện trong họ Miturgidae.
Loài này thuộc chi Miturga. Miturga annulipes được Hippolyte Lucas miêu tả năm 1844.